# Rendo
Rendo est un village portugais de la municipalité (concelho en portugais) de Sabugal, d'une superficie de 22,40 km2 et de 278 habitants (chiffres de 2011) soit une densité de population de 12,4 hab/km2.
Il s'agit d'une des zones de la région de Sabugal la plus préservée des incendies. Ainsi Rendo possède une grande quantité de bois constitués de chênes et de châtaigniers. Rendo est aussi constituée par deux autres localités : Cardeal et Pouca Farinha.
Située sur la rive de la rivière Côa, Rendo possède d'excellentes conditions pour la pêche en eau douce, la pêche à la truite étant la plus prisée. La faune y est aussi très variée, on y trouve par exemple des loutres, des chèvres, des renards ou encore des loups; mais aussi une très grande diversité d'oiseaux sauvages comme des cigognes par exemple. 
L'architecture, typique de cette région granitique (la Beira Interior en portugais) existe en abondance dans le village, les exemples de maisons ou de granges complètement en pierre y sont nombreux.
La gastronomie de la région a comme principaux produits la charcuterie et fromages, lesquels sont principalement à base de viande et de produits du village.
La population n'a cessé de diminuer depuis de nombreuses années à cause de l'émigration en partie. L'année 2007 a marqué la fin de l'école locale qui n'accueille plus d'écoliers depuis. On observe désormais le retour de certains émigrants.
Parmi les principales festivités on peut citer la fête de Saint Michel (São Miguel en portugais) qui a lieu le 1er Dimanche de Juin, la fête de Saint Sébastien (São Sebastião en portugais) le 20 janvier ou encore la fête célébrant l'Esprit Saint (Espírito Santo en portugais) le 3e dimanche d'août. 
| Population de Rendo (1900-2011) | Population de Rendo (1900-2011) | Population de Rendo (1900-2011) | Population de Rendo (1900-2011) | Population de Rendo (1900-2011) | Population de Rendo (1900-2011) | Population de Rendo (1900-2011) | Population de Rendo (1900-2011) | Population de Rendo (1900-2011) | Population de Rendo (1900-2011) |
| ------------------------------- | ------------------------------- | ------------------------------- | ------------------------------- | ------------------------------- | ------------------------------- | ------------------------------- | ------------------------------- | ------------------------------- | ------------------------------- |
| 1900                            | 1920                            | 1940                            | 1950                            | 1960                            | 1970                            | 1981                            | 1991                            | 2001                            | 2011                            |
| 881                             | 957                             | 1107                            | 1158                            | 1120                            | 655                             | 560                             | 420                             | 342                             | 278                             |